# 赤礁埼灯台
赤礁埼灯台（あかぐりさきとうだい）は、福井県大飯郡おおい町の大島半島東端に立つ白亜コンクリート造の小型灯台。
あかぐり園地公園内にあるため、灯台まで行くには清掃協力金（入園料）100円が必要である。

## 歴史
- 1967年（昭和42年）12月12日 初点灯
- 1982年（昭和57年）3月23日 灯器新替（LD型灯器からLD管制器）
- 2003年（平成15年）5月22日 白熱電球からLED灯器に変更（300ｍｍ灯ろう、レンズ、LD管制器撤去）

## 周辺情報
- 鋸埼灯台
- 赤礁崎オートキャンプ場
- あかぐり園地公園
- 大飯発電所